# World Tour Golf
World Tour Golf (ou WTG) est un jeu vidéo de golf édité par Electronic Arts, sorti en 1986 sur DOS, Amiga, Apple II et Commodore 64.

## Accueil
- ACE : 618/1000 (Amiga, Commodore 64)[1]
- Tilt : 15/20 (Amiga)[2]